# Olympische Sommerspiele 1996/Teilnehmer (Elfenbeinküste)
| Gelbes Symbol für Goldmedaillen mit stilisierten Olympischen Ringen | Graues Symbol für Silbermedaillen mit stilisierten Olympischen Ringen | Braundes Symbol für Bronzemedaillen mit stilisierten Olympischen Ringen |
| ------------------------------------------------------------------- | --------------------------------------------------------------------- | ----------------------------------------------------------------------- |
| —                                                                   | —                                                                     | —                                                                       |

Die Elfenbeinküste nahm bei den Olympischen Sommerspielen 1996 in der US-amerikanischen Metropole Atlanta mit elf Sportlern, einer Frau und zehn Männern, in acht Wettbewerben in vier Sportarten teil.
Seit 1964 war es die vierte Teilnahme der Elfenbeinküste bei Olympischen Sommerspielen.

## Flaggenträger
Der Leichtathlet Jean-Olivier Zirignon trug die Flagge der Elfenbeinküste während der Eröffnungsfeier am 19. Juli im Centennial Olympic Stadium.

## Teilnehmer
Jüngster Teilnehmer der Elfenbeinküste war Éric Pacôme N'Dri mit 18 Jahren und 132, der älteste war der Kanurennfahrer Koutoua Abia mit 30 Jahren und 353 Tagen.
| Name                  | Alter | Geschlecht | Sportart       | Resultat(e)                                                                                            |
| --------------------- | ----- | ---------- | -------------- | --- |
| Koutoua Abia          | 30    | männlich   | Kanurennsport  | Platz 8 im ersten Zwischenlauf im Kajak-Einer über 500 Meter                                           |
| Ahmed Douhou          | 19    | männlich   | Leichtathletik | Platz 5 im neunten Vorlauf über 100 Meter; Platz 7 im ersten Halbfinale mit der 100-Meter-Staffel      |
| Miezan Edoukou        | 29    | männlich   | Kanurennsport  | Platz 7 im ersten Zwischenlauf im Kajak-Einer über 1000 Meter                                          |
| Marguerita Goua Lou   | 26    | weiblich   | Judo           | Platz 14 im Schwergewicht                                                                              |
| David Kouassi         | 26    | männlich   | Judo           | Platz 13 im Leichtgewicht                                                                              |
| Ibrahim Méité         | 19    | männlich   | Leichtathletik | Platz 7 im ersten Halbfinale mit der 100-Meter-Staffel                                                 |
| Éric Pacôme N'Dri     | 18    | männlich   | Leichtathletik | Platz 7 im ersten Halbfinale mit der 100-Meter-Staffel                                                 |
| Claude N’Goran        | 21    | männlich   | Tennis         | Platz 9 im Doppel                                                                                      |
| Clément N’Goran       | 26    | männlich   | Tennis         | Platz 9 im Doppel                                                                                      |
| Franck Waota          | 24    | männlich   | Leichtathletik | Platz 8 im dritten Zwischenlauf über 200 Meter; Platz 7 im ersten Halbfinale mit der 100-Meter-Staffel |
| Jean-Olivier Zirignon | 25    | männlich   | Leichtathletik | Platz 9 im siebten Vorlauf über 100 Meter                                                              |